# Wisner (Luisiana)
Wisner é uma cidade  localizada no estado americano de Luisiana, na Paróquia de Franklin.

## Demografia
Segundo o censo americano de 2000, a sua população era de 1140 habitantes.
Em 2006, foi estimada uma população de 1066, um decréscimo de 74 (-6.5%).

## Geografia
De acordo com o United States Census Bureau tem uma área de
2,1 km², dos quais 2,1 km² cobertos por terra e 0,0 km² cobertos por água. Wisner localiza-se a aproximadamente 21 m acima do nível do mar.

## Localidades na vizinhança
O diagrama seguinte representa as localidades num raio de 32 km ao redor de Wisner.